# Anilocra capensis
Anilocra capensis är en kräftdjursart som beskrevs av Leach 1818. Anilocra capensis ingår i släktet Anilocra och familjen Cymothoidae. Inga underarter finns listade i Catalogue of Life.